# 伊努爾·達拉提斯塔
伊努爾·達拉提斯塔（1979年1月21日—），生於印尼東爪哇，是一位印尼Dangdut曲風的歌手，以“360度扭腰擺臀舞”最廣為人知，回教團體認為她的表演過份露骨，導致多次演唱會最後取消。

## 唱片
- Goyang Inul
- Separuh Nafas
- Mau Dong
- Rasain Lho

## 戲劇
- Cinta Setaman